# Walerij Chlewinski
Walerij Chlewinski ros. Валерий Михайлович Хлевинский (ur. 14 listopada 1943 w Gorkim, zm. 7 stycznia 2021 w Moskwie) – radziecki i rosyjski aktor teatralny i filmowy.
Pochowany na Cmentarzu Trojekurowskim w Moskwie.

## Nagrody i odznaczenia
- 2002: Ludowy Artysta Federacji Rosyjskiej